# محول أمامي

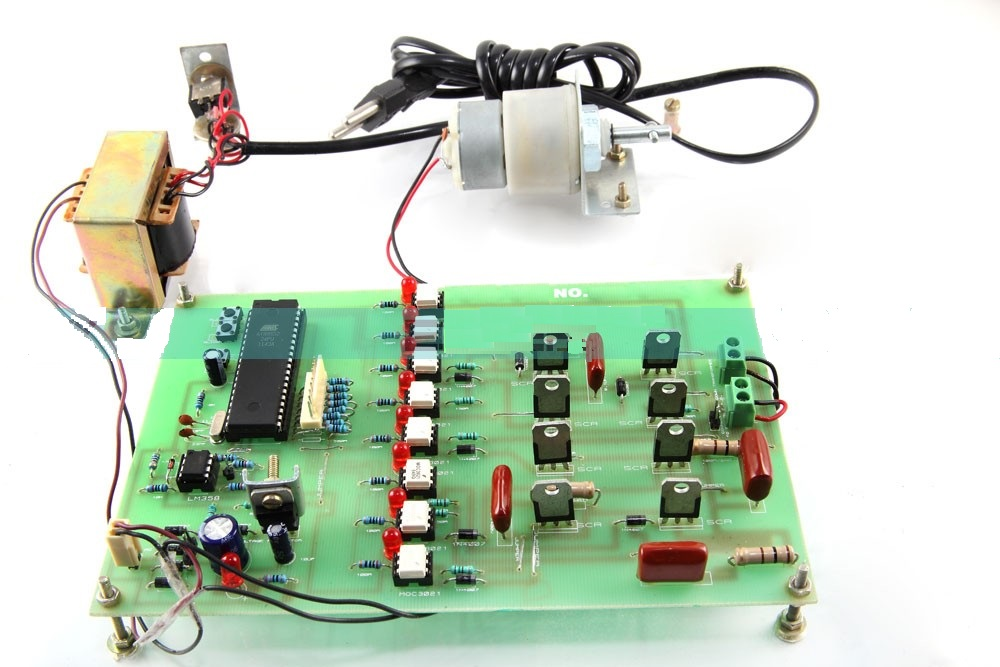
محول اامامي تيار مستمر باستخدام الثايرستور.

محول أمامي.

المحول الأمامى هو محول جهد مستمر يستخدم المحول لرفع وخفض جهد الخرج (يعتمد على نسبة التحويل) ويقدم عزل كهربائي للحمل. وبسبب احتوائه على ملفات خرج متعددة، فإنه من المحتمل ان يوفر جهود خرج عالية ومنخفضة. وبالرغم من أنه يبدو ظاهريا مثل المحول الخلفي [الإنجليزية]، إلا أنه يعمل بطريقة مختلفة، كما أنه الأفضل في كفاءة طاقته.
يخزن المحول الخلفي [الإنجليزية] الطاقة في المجال المغناطيسي وتحديدا في التغرة الهوائية للملف أثناء توصيل مفتاح المحول (الترانزستور). عندما يغلق المفتاح، ينهار المجال المغناطيسي المخزن وتنتقل الطاقة إلى خرج المحول الخلفي [الإنجليزية] على هيئة تيار كهربي.
يمكن وصف المحول الخلفي [الإنجليزية] على أنه ملفان يتشاركان قلب المحول مع اختلاف قطبية ملفاته.
على النقيض، المحول الأمامى (المبنى على محول به ملفات لها نفس القطبية، حث مغناطيسي أعلى وعدم وجود ثغرة هوائية) لا يخزن طاقة أثناء فترة التوصيل للمفتاح — المحولات لا تخزن كمية ملحوظة من الطاقة على عكس الملفات.وبدلا من ذلك، تنتقل الطاقة مباشرة إلى خرج المحول الأمامي بواسطة عمل المحول أثناء توصيل المفتاح.
بينما جهد الخرج للمحول الخلفي [الإنجليزية] يساوي نظريا ما لا نهاية، فإن أقصى جهد خرج للمحول الأمامي يحدد بواسطة نسبة التحويل ({\displaystyle \textstyle N_{\mathrm {S} }/N_{\mathrm {P} }}).
{\displaystyle V_{\mathrm {out} }=D\cdot {\frac {N_{\mathrm {S} }}{N_{\mathrm {P} }}}\cdot V_{\mathrm {supply} }}
حيث ({\displaystyle D}) هي دورة التشغيل لمعدل عرض النبضة.
يستخدم المحول الأمامى لتقديم مستوى طاقة خرج متوسطة بين (100 – 200) وات.

## مقدمة
يستخدم محول التيار المستمر أحادي الطور كمصدر طاقة تبديل للدائرة، والذي يستخدم للحصول على جهد تيار مستمر معزول ومسيطر عليه من مصدر طاقة تيار مستمر. يمكن أن يعمل المحول المباشر كمحول خاف أو محول رافع. ان من عيوبه أنه يحتوي على محاثة إضافية عند الخرج وهي ليست جيدة لجهد الخرج العالي. يتميز محول التيار المباشر بميزة على المحول العكسي عندما تكون التيارات عالية الإخراج مطلوبة نظرًا لأن تيار الخرج لا ينبض كالمحول النبضي، فهو مناسب تمامًا للتطبيقات التي يتجاوز فيها التيار 15 أمبير.
ويتم استخدام محول التيار المباشر أحادي الاتصال كمحول التيار المستمر والذي يستخدم محولًا لزيادة أو تقليل جهد الدخل اعتمادًا على نسبة المحول. في وجود العديد من اللفات، من الممكن تحقيق زيادة أو نقصان أعلى بكثير في جهد الخرج في وقت واحد. الصورة الأولى في الاسفل التصميم الأساسي للمحول. في الوقت الذي يتم فيه تخزين الطاقة مؤقتًا مع محول الطاقة العكسي قبل نقلها إلى الملف الثانوي في المحول المباشر يتم نقل الطاقة مباشرة بين الجانبين الابتدائي والثانوي.

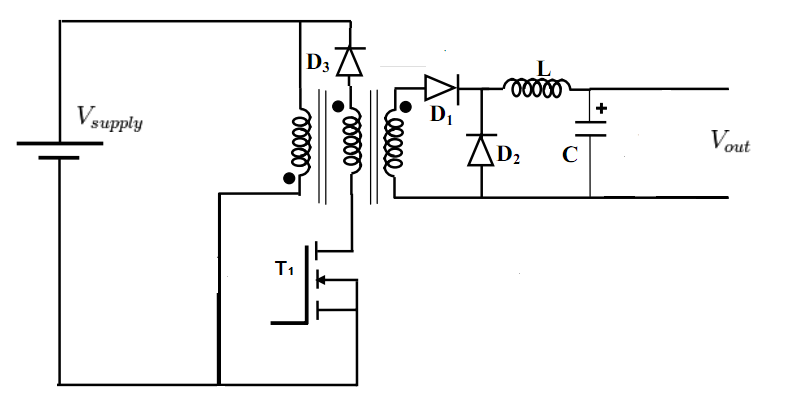
يوضح المخطط دائرة المحول الأساسي أحادي الطور للتيار المستمر.

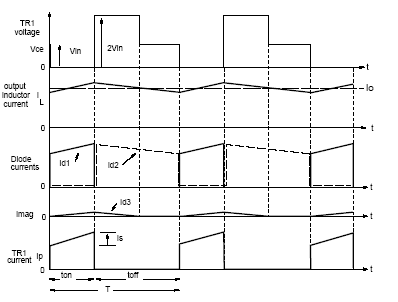
الجدول الزمني لتشغيل محول الاتصال الفردي الأساسي المباشر.

## الانواع
اعتمادًا على الفاصل الزمني لنقل الطاقة إلى الحمل، توجد دوائر أمامية وعكسية. في محول المعدل، يتزامن الفاصل الزمني للحالة المفتوحة لمفتاح الطاقة مع الفاصل الزمني لنقل الطاقة إلى الحمل، وفي المحول العكسي، لا يتزامن الفاصل الزمني للحالة العكسية للمفتاح مع الفاصل الزمني لنقل الطاقة إلى حمل.
- محول امامي تيار مستمر أحادي الطور
- محول مبدل تشوك عكسي أحادي الشوك
- محول مستمر ثنائي الشوك والترانزستور
- محول طاقة عكسي ثنائي الأشواك

## محول أمامي ثائي الترانزستورات

### محول أمامي مع اثنين من الترانزستورات

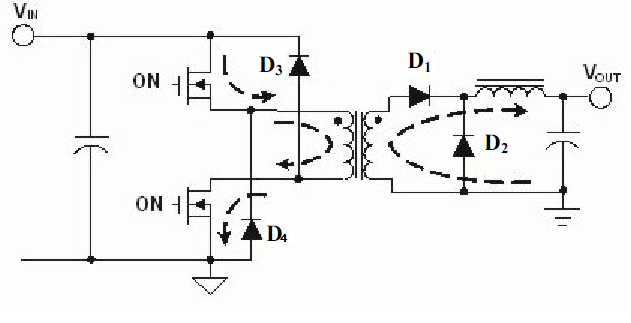
الشكل 6 مخطط محول تيار مستمر ثنائي ثنائي الترانزستور.

كما نرى في الشكل لترانزستور المحول الأمامي.
كلا من موسفت يعملان في نفس الوقت. خلال فترة تشغيلها يكون الجهد على الملف الابتدائي مساويًا لجهد الدخل.{\displaystyle Vin} عندما لا تقوم الدوائر موسفت بإجراء المحولات، سيتم إزالة المغناطيسية عن طريق الثنائيات {\displaystyle D1} ان {\displaystyle D2} لجهد الإدخال. {\displaystyle Vin} بالمقارنة مع محول أمامي مع موسفت واحد، فإن هذا النوع له ميزة أن موسفت تحجب فقط جهد الدخل، والملف{\displaystyle Ni} ليس ضروري لذلك، فإن اقتران لفات المحولات ليس بالغ الأهمية. مع هذه المزايا يكون هذا المحول مقارنة بالنوع الذي يحتوي على موسفت واحد مناسبًا لقدرات خرج أعلى بكثير (بترتيب عدة كيلوواط).
حسابات المعلمات هي نفسها بالنسبة للمحول الأمامي مع موسفت واحد. الفرق هو أن الجهد المطلوب لإغلاق موسفت {\displaystyle Vds=Vin}
يستخدم هذا النوع من محول الامامي في الأجهزة المنظمة إلكترونيًا لحام المعادن بالتيار المباشر.

## التطبيقات
يسمح المحول الأمامي بنقل طاقة أكثر قوة من محول الاين [الإنجليزية] وبالتالي تسمح العمارة الكلاسيكية بنقل الطاقة من مقدار مائة واط إلى حوالي 400 واط. كما تسمح بنية القريبة من الهيكل المتموج بالتحويل إلى سعات أعلى تصل إلى عدة كيلوواط.
لقد وجد تطبيقات رائعًا في تحويل تكنولوجيا مزود طاقة لأجهزة الكمبيوتر وأجهزة التلفاز والعديد من الأجهزة الإلكترونية الأخرى، كما أنها تستخدم في السيارات حيث يتم الحصول على طاقة منخفضة من الفولتية المنخفضة للبطارية.
- في رفع القدرة الكهربائية مع المحول المفتاحي.
- في آلات اللحام العاكس [الإنجليزية] (غالبًا في إصدار ثنائي الترانزستور)

## المميزات والعيوب

### المُميزات
- امكان وضع ترانزستور رئيسي واحد فقط.
- يكون للموصل المغناطيسي للمحول المفتاحي أبعاد أصغر من الموصل المغناطيسي للمحول لمحول الاين [الإنجليزية] أحادي الطور في ظل ظروف تشغيل مماثلة أخرى وأنماط تشغيل مقاربة.

### السلبيات والعيوب
- العيب الرئيسي لمحول المعدل أحادي الطور هو مغنطة النواة الناتجة عن دورة الانعكاس غير المتماثلة لحلقة الخلفية، وبهذا فإن كفاءة هذا المحول عادة ما تكون أقل من كفاءة المحولات ثنائية الاطوار أو الترانستور مع انعكاس متماثل لمحول المفتاحي.
- الاستحالة الأساسية لاستخدام أنظمة موازنة فعالة في المحولات أحادية الطور تُعد عيباً. كما لا يمكن حفظ الحلقة المحددة لتباطؤ الدائرة المغناطيسية لمقوم خرج أحادي الطور إلا عن طريق نظام حماية عالي السرعة وإلا فإنها ستفشل. في ترانزستور المفتاح المغلق يتم تطبيق جهد إمداد طاقة مزدوج للمحول وفولت تفريغ استقرائي مما يفرض قيودًا معينة على اختيار المكون.